# Mîniikî, Korostîșiv
Mîniikî (în ucraineană Минійки) este o comună în raionul Korostîșiv, regiunea Jîtomîr, Ucraina, formată numai din satul de reședință.

## Demografie
Componența lingvistică a comunei Mîniikî
     Ucraineană (98,25%)
     Rusă (1,5%)
     Alte limbi (0,25%)
Conform recensământului din 2001, majoritatea populației comunei Mîniikî era vorbitoare de ucraineană (98,25%), existând în minoritate și vorbitori de rusă (1,5%).